# Russell James
Russell James (nacido en 1962 en Perth) es una  celebridad y fotógrafo de belleza. Russell nació en Australia Occidental y pasó mucho tiempo de su niñez mudándose de ciudad en ciudad debido al trabajo de su padre. Después de abandonar el colegio a la edad de 14 años, Russell conseguía su primer trabajo en una fábrica de papeleras. Después de trabajar en la fábrica, Russell tuvo varios trabajos extraños para conseguir dinero antes de llegar a ser un agente policial, trabajo en el que duró muchos años. Después de viajar a Japón y Suecia Russell llegó a los Estados Unidos en 1989.

## Carrera
Russell James es más famoso por su trabajo como el fotógrafo principal de Victoria's Secret, pero su trabajo ha aparecido en una gran gama de revistas, incluyendo Vogue, Sports Illustrated, Foto americana, W, Marie Claire, y GQ. James ha trabajado con muchas celebridades y modelos de moda, como Alessandra Ambrósio, Tyra Bancos, Gisele Bündchen, Naomi Campbell, Karolína Kurková, Adriana Lima, Michelle Alves, Marisa Miller, Ana Beatriz Barros, Heidi Klum, Angela Lindvall, Fernanda Motta, Oluchi Onweagba, Miranda Kerr, Behati Prinsloo, Candice Swanepoel y Erin Wasson.
Russel James ha aparecido numerosas veces en America's Next Top Model y Australia's Next Top Model, como fotógrafo invitado o jurado.
Russell James era uno  de los doce en recibir el Hasselblad Premio de Maestros  en 2007.
James también dirige películas de arte, vídeos musicales, y anuncios televisivos para Victoria's Secret y Gillette.

## Libros
- Ellen von Unwerth, Raphael Mazzucco, Russell James (fotógrafos): "Sexy" : Un Tributo a una Década de Sexy Swimwear, Victoria's Secret, 2005 (3 volúmenes).